# 察龙无心菜
察龙无心菜（学名：Arenaria dsharaënsis）为石竹科无心菜属的植物，为中国的特有植物。分布在中国大陆的四川等地，生长于海拔4,700米的地区，常生于山地冰雪小溪边，目前尚未由人工引种栽培。